# إدواردو خورخي
إدواردو خورخي هو طبيب وسياسي برازيلي، ولد في 26 أكتوبر 1949 في سالفادور في البرازيل. نشط حزبياً في حزب العمال البرازيلي (1980 – 1980) (2005 – 2005). في 1986 Brazilian parliamentary election ‏، انتخب عضو مجلس النواب البرازيلي ‏ عن دائرة São Paulo ‏.

## وصلات خارجية
- الموقع الرسمي